# Malika Benarab-Attou
Malika Benarab-Attou (Aïn Benian, Algerije, 25 maart 1963) is een Franse politica met dubbele nationaliteit, te weten Frans en Algerijns. Ze was van juni 2009 tot juni 2014 lid van het Europees Parlement.

## Jeugd
In 1968 emigreerden haar ouders naar Frankrijk en gingen zij wonen in een dorp in de omgeving van Chambéry, waar ze haar jeugd heeft doorgebracht. Tijdens haar jeugd nam ze deel aan verschillende antiracistische betogingen, waaronder een betoging voor de rechten van migranten in 1983.

## Opleiding
Benarab-Attou behaalde het diploma in sociale zekerheid (École nationale supérieure de sécurité sociale) en een master in de hedendaagse maatschappij van de Maghreb landen (Parijse Universiteit Paris VIII).

## Politieke loopbaan
Benarab-Attou was vanaf 2002 lid van de Franse groene partij Les Verts, die ze in februari 2014 verruilde voor Nouvelle Donne. In het zuidoostelijk kiesdistrict (Circonscription Sud-Est) werd zij in 2009 verkozen als Europees parlementslid op de lijst van "Europe écologie" (de verzamelnaam voor de lijst van de Franse ecologisten voor de Europese verkiezingen van 2009).
In het Europees Parlement was ze lid van de commissie voor cultuur en onderwijs, waar ze coördinator voor de Greens/EFA-groep was. Deze commissie is ook verantwoordelijk voor jeugd, sport, media en veeltaligheid.
Benarab-Attou was tevens plaatsvervangend lid van de commissie buitenlandse zaken, veiligheid en defensie.
Ze was lid van drie delegaties, die geen wetgevende bevoegdheid hebben maar voornamelijk tot doel hebben de relatie tussen EU en andere regio's te bevorderen. Het gaat om de APEM (Assemblée parlementaire euroméditerranéenne), de Maghreb en de Panafrikaanse delegaties.